# Macy (Nebraska)
Macy és una concentració de població designada pel cens dels Estats Units a l'estat de Nebraska. Segons el cens del 2000 tenia 956 habitants.

## Demografia
Segons el cens del 2000, Macy tenia 956 habitants, 210 habitatges, i 182 famílies. La densitat de població era de 229,3 habitants per km².
Dels 210 habitatges en un 54,3% hi vivien nens de menys de 18 anys, en un 30% hi vivien parelles casades, en un 49% dones solteres, i en un 12,9% no eren unitats familiars. En l'11,4% dels habitatges hi vivien persones soles el 3,3% de les quals corresponia a persones de 65 anys o més que vivien soles. El nombre mitjà de persones vivint en cada habitatge era de 4,45 i el nombre mitjà de persones que vivien en cada família era de 4,79.
Per edats la població es repartia de la següent manera: un 49,4% tenia menys de 18 anys, un 10,3% entre 18 i 24, un 22,6% entre 25 i 44, un 11% de 45 a 60 i un 6,8% 65 anys o més.
L'edat mediana era de 18 anys. Per cada 100 dones de 18 o més anys hi havia 82 homes.
La renda mediana per habitatge era de 19.500 $ i la renda mediana per família de 19.417 $. Els homes tenien una renda mediana de 19.688 $ mentre que les dones 20.625 $. La renda per capita de la població era de 5.640 $. Aproximadament el 46,2% de les famílies i el 49,1% de la població estaven per davall del llindar de pobresa.

## Poblacions més properes
El següent diagrama mostra les poblacions més properes.